# Phalangiidae
Los falángidos (Phalangiidae) es una familia de opiliones del suborden Eupnoi, para la cual al 2005 se habían descrito 49 géneros y 381 especies. Su nombre proviene del Griego Antiguo phalangion que significa granjero. 
Viven bajo piedras y en la hojarasca. Siendo muy conocidas en Europa las especies Dicranopalpus ramosus y Phalangium opilio por ser muy invasivos. Tienden a reunirse en ciertos periodos del año. Algunas especies al sentirse amenazadas se reúnen y comienzan a caer dando una escena de película de terror.
No se debe confundir con la familia Phalangodidae del suborden Laniatores.

## Morfología
Tienen patas de hasta 10 cm de largo, pero sus cuerpos no miden nunca más de 1 cm Como otros opiliones tienen los ojos muy juntos en un “torreón” elevado. Las hembras ponen entre 20 y 100 huevos a la vez. La mayoría de las especies son nocturnas. Son tanto depredadores como carroñeros.

## Sistemática
- Dicranopalpinae

- Amilenus Martens, 1969 (1 especie; Europa central)
- Dicranopalpus Doleschall, 1852 (12 especies; Europa, Sur América)
- Lanthanopilio Cokendolpher & Cokendolpher, 1984 (1 especie)

- Oligolophinae Banks, 1893

- Lacinius Thorell, 1876 (17 especies; China, Europa, Norteamérica)
- Mitopiella Banks, 1930 (1 especie; Borneo)
- Mitopus Thorell, 1876 (9 especies; Eurasia, Norteamérica)
- Odiellus Roewer, 1923 (17 especies; Eurasia, Norte de África, Norteamérica)
- Oligolophus C. L. Koch, 1871 (4 especies; Europa, China)
- Paralacinius Morin, 1934 (1 especie)
- Paroligolophus Lohmander, 1945 (1 especie; Europa central)
- Roeweritta Silhavý, 1965 (1 especie)

- Opilioninae C.L. Koch, 1839

- Egaenus C.L. Koch, in Hahn & C.L. Koch 1839 (14 especies; Eurasia)
- Himalphalangium Martens, 1973 (5 especies)
- Homolophus Banks, 1893 (25 especies; centro de Asia, Norteamérica)
- Opilio Herbst, 1798 (63 especies; Eurasia, una especie también en Norteamérica)
- Scleropilio Roewer, 1911 (1 especie; Asia central)

- Phalangiinae Latreille, 1802

- Acanthomegabunus Tsurusaki, Tchemeris & Logunov, 2000 (1 especie; Siberia)
- Bactrophalangium Silhavý, 1966 (2 especies)
- Bunochelis Roewer, 1923 (2 especies; Islas Canarias y Salvajes)
- Coptophalangium Starega, 1984 (1 especies)
- Cristina Loman, 1902 (13 especies; África)
- Dacnopilio Roewer, 1911 (4 especies; África)
- Dasylobus Simon, 1878 (19 especies; Sur de Europa, Norte de África)
- Graecophalangium Roewer, 1923 (5 especies; Grecia, Macedonia)
- Guruia Loman, 1902 (5 especies; África)
- Hindreus Kauri, 1985 (3 especies; África)
- Leptobunus Banks, 1893 (5 especies; Norteamérica)
- Liopilio Schenkel, 1951 (2 especies; Alaska)
- Liropilio Gritsenko, 1979 (2 especies; Rusia, Kazajistán)
- Megistobunus Hansen, 1921 (3 especies)
- Metadasylobus Roewer, 1911 (8 especies; Balcanes, Grecia, Islas Canarias, Francia, España peninsular)
- Metaphalangium Roewer, 1911 (15 especies; Sur de Europa, norte de África, Asia Menor, Islas Canarias)
- Odontobunus Roewer, 1910 (9 especies; África)
- Parascleropilio Rambla, 1975 (1 especie)
- Phalangium Linnaeus, 1758 (35 especies; África, Eurasia, Cuba)
- Ramblinus Starega, 1984 (1 especie; Madeira)
- Rhampsinitus Simon, 1879 (47 especies; África)
- Rilaena Silhavý, 1965 (8 especies; Europa)
- Tchapinius Roewer, 1929 (1 especie; Kamchatka)
- Zachaeus C.L. Koch, 1839 (10 especies; Sudeste de Europa, Asia Menor)

- Platybuninae Starega, 1976

- Buresilia Silhavý, 1965 (2 especies)
- Lophopilio Hadzi, 1931 (2 especies)
- Megabunus Meade, 1855 (6 especies; Europa)
- Metaplatybunus Roewer, 1911 (8 especies; Grecia)
- Paraplatybunus Dumitrescu, 1970 (2 especies)
- Platybunoides Silhavý, 1956 (1 especies)
- Platybunus C.L. Koch, 1839 (22 especies; Europa, Sumatra)
- Rafalskia Starega, 1963 (1 especie; Asia menor)
- Stankiella Hadzi, 1973 (2 especies)